# Élection présidentielle srilankaise de 1999
L'élection présidentielle sri lankaise de 1999 est la quatrième élection présidentielle du Sri Lanka. La présidente Chandrika Kumaratunga  a été réélu pour un second mandat.

## Contexte
Les présidents sri-lankais sont élus pour des mandats de six ans. L'élection précédente ayant eu lieu en 1994, une élection n'aurait normalement pas eu lieu avant 2000, mais conformément à la constitution Sri Lankaise, Kumaratunga a avancé l'élection d'un an.
Kumaratunga fait campagne pour poursuivre ses actions contre les Tigres tamouls, tandis que son principal adversaire, Ranil Wickremasinghe, appelle à l'ouverture de négociations directes avec les Tigres.
Trois jours avant l'élection, Kumaratunga est visée par une tentative d'assassinat orchestrée par un Tigre tamoul lors de son dernier rassemblement électoral. Sérieusement blessée, elle perd l'usage de son œil droit.

## Résultats
Résumé du résultats de l'élection présidentielle de 1999
| Candidat              | Candidat                 | Parti politique                             | Votes      | %       |
| --------------------- | ------------------------ | ------------------------------------------- | ---------- | ------- |
|                       | Chandrika Kumaratunga    | People's Alliance                           | 4,312,157  | 51.12%  |
|                       | Ranil Wickremasinghe     | United National Party                       | 3,602,748  | 42.71%  |
|                       | Nandana Gunathilake      | Janatha Vimukthi Peramuna                   | 344,173    | 4.08%   |
|                       | Harischandra Wijayatunga | Sinhalaye Mahasammatha Bhoomiputra Pakshaya | 35,854     | 0.43%   |
|                       | W. V. M. Ranjith         | Indépendant                                 | 27,052     | 0.32%   |
|                       | Rajiva Wijesinha         | Liberal Party                               | 25,085     | 0.30%   |
|                       | Vasudeva Nanayakkara     | Left & Democratic Alliance                  | 23,668     | 0.28%   |
|                       | Tennyson Edirisuriya     | Indépendant                                 | 21,119     | 0.25%   |
|                       | Abdul Rasool             | Sri Lanka Muslim Party                      | 17,359     | 0.21%   |
|                       | Kamal Karunadasa         | People's Liberation Solidarity Front        | 11,333     | 0.13%   |
|                       | Hudson Samarasinghe      | Indépendant                                 | 7,184      | 0.09%   |
|                       | Ariyawansa Dissanayaka   | Democratic United National Front            | 4,039      | 0.05%   |
|                       | A. W. Premawardhana      | People's Freedom Front                      | 3,983      | 0.05%   |
| Votes valables        | Votes valables           | Votes valables                              | 8 435 754  | 100.00% |
| Votes rejetés         | Votes rejetés            | Votes rejetés                               | 199 536    |         |
| Nombre de votes       | Nombre de votes          | Nombre de votes                             | 8 635 290  |         |
| Électeurs enregistrés | Électeurs enregistrés    | Électeurs enregistrés                       | 11 779 200 |         |
| Participation         | Participation            | Participation                               | 73.31%     |         |